# Dofí de Peale
El dofí de Peale (Lagenorhynchus australis) és un petit dofí que viu a les aigües del voltant de la Terra del Foc, a l'extrem meridional de Sud-amèrica. Aquesta espècie s'assembla físicament al dofí fosc, amb el qual està emparentada i de vegades se'ls pot confondre.